# Limoges CSP
Der Limoges Cercle Saint-Pierre, kurz Limoges CSP, ist ein Basketballverein in der französischen Stadt Limoges. 1929 als Cercle Saint-Pierre de Limoges, kurz CSP Limoges, gegründet, war er der erfolgreichste französische Verein der 1980er- und 1990er-Jahre und der einzige, der den Europapokal der Landesmeister gewinnen konnte. Diesen Titel errang CSP 1993 unter Leitung des jugoslawischen Trainers Božidar Maljković. Zudem ist er europaweit einer von nur sechs Vereinen, die den Landesmeisterpokal, den Pokalsiegerpokal und den Korać-Cup gewinnen konnten. Heimspiele trägt der Verein im 5516 Zuschauer fassenden Palais des sports de Beaublanc aus.

## Geschichte
Trotz einer sportlich sehr erfolgreichen Saison musste CSP 2000 wegen finanzieller Probleme in die zweite französische Liga, die LNB Pro B, absteigen. Zwar gelang der direkte Wiederaufstieg, doch wurde der Verein 2004 schließlich aufgelöst und als Limoges CSP Élite neu gegründet. Statt der ursprünglichen Vereinsfarben Gelb und Rot verwendete man nun die Farben Schwarz und Weiß. Die Mannschaft nahm in der Folgesaison in der dritten französischen Liga den Spielbetrieb auf. 2007 folgte die erneute Umbenennung in Limoges CSP. In der Spielzeit 2010/11 war Limoges erstmals wieder in der höchsten französischen Spielklasse vertreten. 2011 wurden die Vereinsfarben erneut geändert, diese sind seitdem Grün und Weiß. Nach einem weiteren Jahr in der Pro B spielt Limoges seit 2012 wieder in der Pro A, wo sie in der Saison 2013/14 ihre zehnte Meisterschaft gewannen.

## Palais des sports de Beaublanc
Der Palais des sports de Beaublanc (Bosc Blanc auf Okzitanisch) befindet sich im Sportpark der Stadt Limoges und wurde 1981 erbaut. In der Halle werden die Heimspiele von CSP Limoges, aber auch verschiedene Sportveranstaltungen wie Tennis, Frauen-Basketball und Handball ausgetragen. Bei Basketballveranstaltungen finden bis zu 5516 Zuschauer in der Halle Platz. Bis zum Bau des Palais des Sports in Pau im Jahr 1991 war der Palais des Sports Beaublanc die größte Basketballhalle in Frankreich.
Im Jahr 1987 wurde das erste All-Star Game der LNB im Palais des Sports Beaublanc ausgetragen. Bis zur Eröffnung des Zénith de Limoges im Jahr 2007 fanden außerdem viele große Konzerte in der Halle statt.

## Aktueller Kader
| Spieler | Spieler            | Spieler               | Spieler    | Spieler | Spieler | Spieler                        |
| Nr.     | Nat.               | Name                  | Geburt     | Größe   | Info    | Letzter Verein                 |
| ------- | ------------------ | --------------------- | ---------- | ------- | ------- | ------------------------------ |
|         |                    | Guards (PG, SG)       |            |         |         |                                |
| 0       | Deutschland        | Heiko Schaffartzik    | 03.01.1984 | 181     | A-Nat   | FC Bayern München              |
| 9       | Frankreich         | Léo Westermann        | 24.07.1992 | 196     | A-Nat   | KK Partizan Belgrad            |
| 11      | Vereinigte Staaten | Mark Payne            | 17.06.1988 | 203     |         | Champagne Châlons Reims Basket |
| 8       | Vereinigte Staaten | Matt Gatens           | 13.06.1989 | 196     |         |                                |
|         |                    | Forwards (SF, PF)     |            |         |         |                                |
| 5       | Polen              | Mathieu Wojciechowski | 14.07.1985 | 204     |         | ESSM Le Portel                 |
| 6       | Vereinigte Staaten | Will Daniels          | 21.04.1986 | 203     |         | BK Nischni Nowgorod            |
| 12      | Frankreich         | Ousmane Camara        | 12.05.1989 | 202     |         | BCM Gravelines                 |
| 16      | Frankreich         | Nobel Boungou-Colo    | 26.04.1988 | 202     |         | Le Mans Sarthe Basket          |
|         |                    | Center (C)            |            |         |         |                                |
| 14      | Burkina Faso       | Fréjus Zerbo          | 02.04.1989 | 208     |         | BCM Gravelines                 |
| 24      | Frankreich         | Ali Traoré            | 18.02.1985 | 208     |         | JSF Nanterre                   |

| Trainer    | Trainer          | Trainer         |
| Nat.       | Name             | Position        |
| ---------- | ---------------- | --------------- |
| Frankreich | Philippe Hervé   | Head-Coach      |
| Frankreich | Jim Bilba        | Assistant-Coach |
| Frankreich | Bertrand Parvaud | Assistant-Coach |

| Legende           | Legende         |
| Abk.              | Bedeutung       |
| ----------------- | --------------- |
| A-Nat             | Nationalspieler |
| Quellen           |                 |
| Teamhomepage      |                 |
| Stand: 29.09.2015 |                 |

| Legende           | Legende         |
| Abk.              | Bedeutung       |
| ----------------- | --------------- |
| A-Nat             | Nationalspieler |
| Quellen           |                 |
| Teamhomepage      |                 |
| Stand: 29.09.2015 |                 |

## Erfolge
National

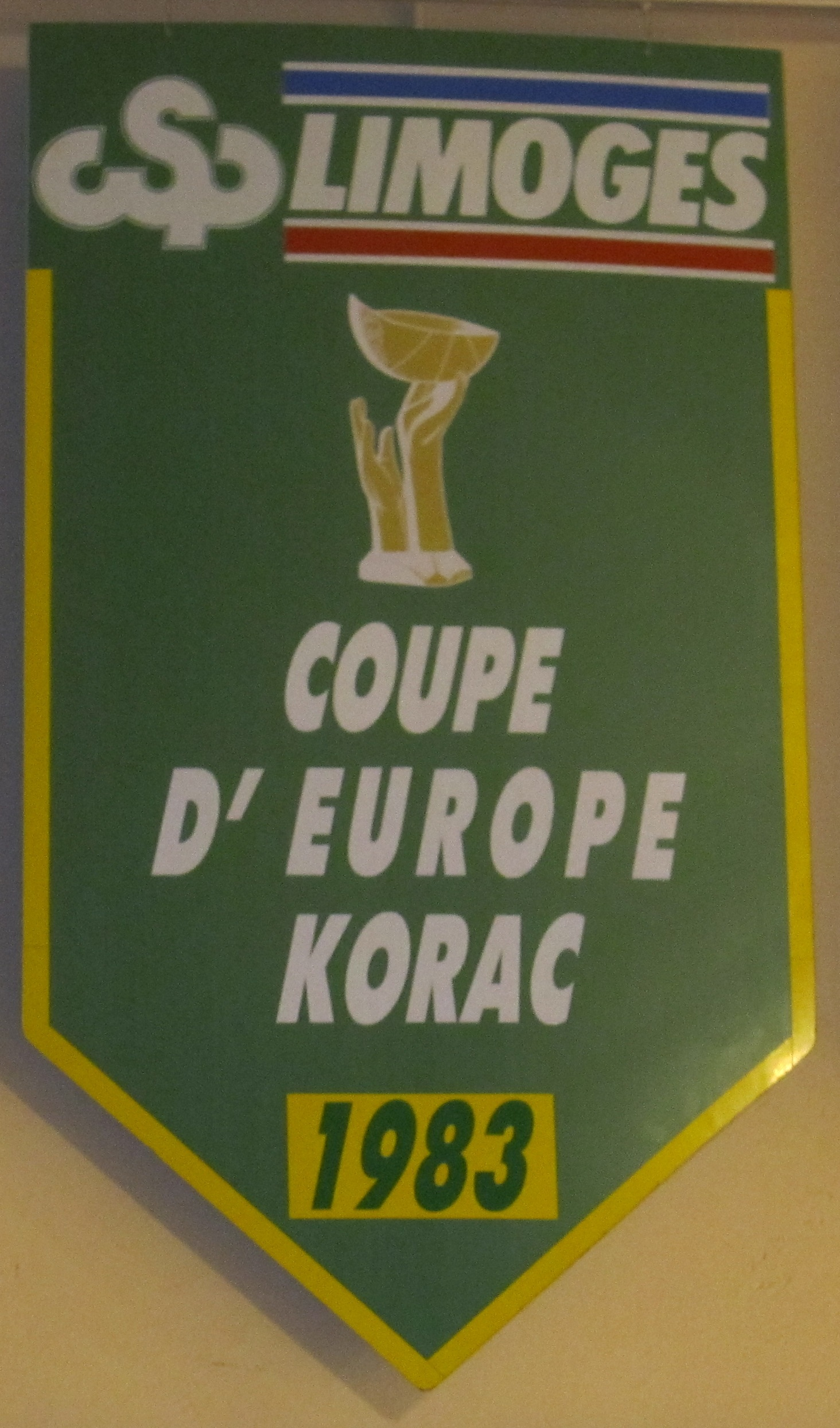
Titelbanner zum Sieg im Korać-Cup 1983

- Französischer Meister (11): 1983, 1984, 1985, 1988, 1989, 1990, 1993, 1994, 2000, 2014, 2015
- Französischer Pokalsieger (3): 1994, 1995, 2000

International
- Gewinner des FIBA Europapokal der Landesmeister (1): 1993
- Halbfinalist des FIBA Europapokal der Landesmeister: 1984, 1986, 1990, 1995
- Gewinner des FIBA Europapokal der Pokalsieger (1): 1988
- Gewinner des Korać-Cup (3): 1982, 1983, 2000
- Finalist des Korać-Cup: 1987

## Bekannte ehemalige Spieler
| - / Apollo Faye (1977–1985) - Richard Dacoury (1978–1996) - Jean-Michel Sénégal (1981–1986) - Ed Murphy (1982–1985) - Hugues Occansey (1982–1988, 1995–1998) - Gregor Beugnot (1984–1989) - Georges Vestris (1984–1990) - Stéphane Ostrowski (1985–1992) - Don Collins (1987–1991) - Michael Brooks (1988–1992) - Frédéric Forte (1988/89, 1991–1997) - Marc M’Bahia (1991–1999) - Tim Legler (1992) - Jurij Zdovc (1992–1993) - Michael Young (1992–1995) - Jim Bilba (1992–1996) | - Larry Middleton (1995–1996) - Yann Bonato (1995–1997, 1999–2000, 2003–2004) - Frédéric Weis (1995–2000, 2010/11) - Jean-Jacques Conceição (1996–1999) - José Antonio Montero (1997–1998) - Nenad Marković (1997–1999) - Grant Gondrezick (1998) - John Amaechi (1998–1999) - Mitchell Wiggins (1999) - Marcus Brown (1999–2000) - Stjepan Stazic (1999–2000) - Thierry Rupert (1999–2000) - J. R. Koch (2001) - Branko Milisavljević (2001–2002) - Baptiste Cransac (2001–2005) - Alexander Kühl (2003) | - Walsh Jordan (2003) - Kelvin Gibbs (2003–2004) - Ville Kaunisto (2005–2006) - Jacques Wampfler (2005–2007) - Jermaine Bucknor (2006) - Willie Jenkins (2008) - Yassin Idbihi (2008–2009) - Darnell Hinson (2009) - Raphaël Desroses (2009–2012) - Zack Wright (2010–2011) - Kyle McAlarney (2011–2013) - Ángelos Tsámis (2012–2013) - Brad Wanamaker (2012–2013) - Teddy Gipson (2013) - Johan Petro (2014) |